# Adolf Bassermann
Adolf Bassermann (* 1. Mai 1866 in Karlsruhe; † 1943) war ein deutscher Theaterschauspieler, Opernsänger (Tenor) und Stummfilmschauspieler.

## Leben
Adolf Bassermann entstammte der der badisch-pfälzischen Kaufmannsfamilie Bassermann. Er war, wie der Schauspieler Albert Bassermann, ein Neffe des Schauspielers und Theaterintendanten August Bassermann. Zuerst studierte der Sohn eines Ingenieurs in Aachen zwei Semester lang Chemie, entschloss sich jedoch dann zur Bühnenlaufbahn.
Bassermann wurde ans Karlsruher Hoftheater engagiert, wo er bis 1892 im Fach des Bonvivants wirkte. Bei Gustav Jung nahm er Gesangsunterricht und begann seine Sängerkarriere 1893 in Mainz, kam dann nach Mannheim, Darmstadt und war ab 1899 am Stadttheater Königsberg tätig.
Bassermann galt als Heldentenor und hatte Erfolge als Wagnersänger, so in den Rollen als Siegfried, Tristan und Tannhäuser.
Über sein weiteres Leben ist wenig bekannt, Mitte der 1920er Jahre taucht er in einigen Stummfilmen als Darsteller auf. Er verstarb 1943.

## Filmografie
- 1924: Garragan
- 1924: Die Hermannschlacht
- 1926: Die Mühle von Sanssouci